# Rumen Owtscharow

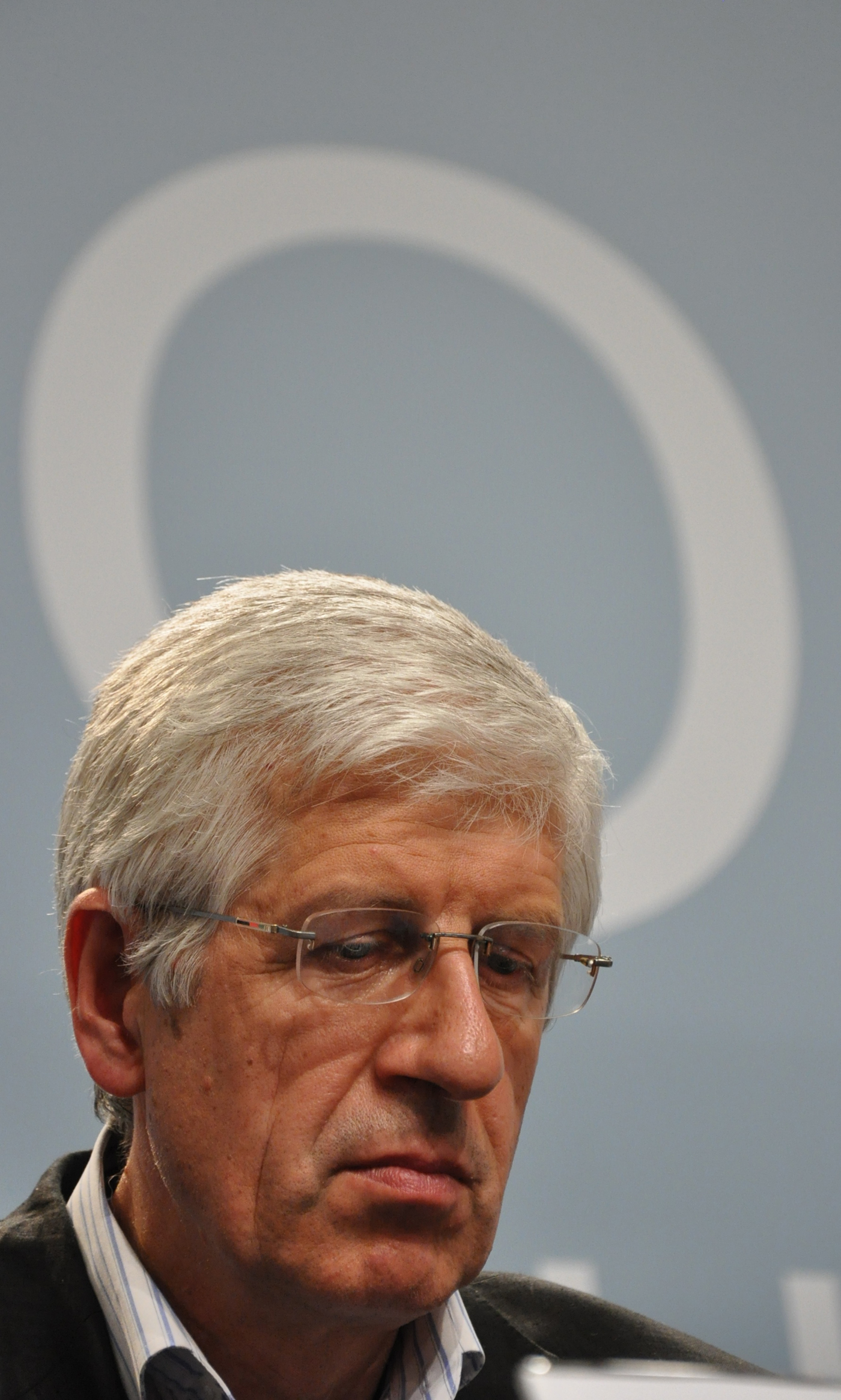
Rumen Owtscharow

Rumen Owtscharow (bulgarisch Румен Овчаров; * 5. Juli 1952 in Burgas) ist ein bulgarischer Politiker und ehemaliger Minister für Wirtschaft und Energie in der Regierung Stanischew.
Im Februar 2023 verhängte die US-Regierung Biden wegen Beteiligung an »bedeutender Korruption« Sanktionen nach dem Magnitsky Act gegen Owtscharow.

## Lebenslauf
Owtscharow absolvierte zunächst ein Hochschulstudium im Fach Nuklearenergie. Von 1979 bis 1984 arbeitete Owtscharow als Ingenieur im bulgarischen Kernkraftwerk Kosloduj; er gilt noch heute als klarer Befürworter der Atomenergie. Er war Mitglied der Bulgarischen Kommunistischen Partei (BKP); aus dieser Zeit ist bekannt, dass er die Abteilung „Wissenschaft, Technischer Fortschritt und höhere Ausbildung“ beim Gebietskomitee der BKP in Blagoewgrad leitete (1984–1986). Bereits in der Regierung von Schan Widenow von 1996 bis 1997 amtierte Owtscharow mehrere Monate lang als Minister für Energie und Energieressourcen (Juni 1996 – Februar 1997). Owtscharow gehörte gemeinsam mit Andrei Lukanow dem Vorstand des russisch-bulgarischen Energiekonzerns Topenergy an, der die Lieferung russischen Gases nach Bulgarien und den Transit in die Nachbarländer kontrollieren sollte. Dem bulgarischen Parlament, dem „Narodno Sabranie“, gehört Owtscharow als Abgeordneter seit 1997 an. In der früheren Staatspartei BSP hatte Owtscharow den Posten des Vorsitzenden des Stadtverbands der Hauptstadt Sofia inne und war Stellvertreter von Parteichef Sergei Stanischew. Im Kabinett leitete Owtscharow vom August 2005 bis zum 5. Mai 2007 das Ressort für Wirtschaft und Energie, das als Superministerium galt.

### Korruptionsvorwürfe
Rumen Owtscharow war im Frühjahr 2007 in den Korruptions- und Justizskandal um das Sofioter Fernwärmeunternehmen Toplofikatsija Sofija verwickelt. Ihm wurde vorgeworfen, durch unzulässigen Druck auf die Sofioter Staatsanwaltschaft die Ermittlungen zugunsten eines Geschäftsfreundes beeinflusst zu haben. Am 2. Juni 2007 nahm der bulgarische Ministerpräsident Sergej Stanischew schließlich den Rücktritt Owtscharows als Wirtschafts- und Energieminister an. Sein Ministerium wurde von Petar Dimitrow übernommen.